# Mario Boljat
Mario Boljat (* 31. August 1951 in Split, Jugoslawien; † 1. Januar 2024) war ein jugoslawischer Fußballspieler auf der Position eines Verteidigers.
Boljat gehörte zur so genannten „goldenen Generation“ der 1970er Jahre des Vereins Hajduk Split und ist einer von nur fünf Spielern (die anderen sind Mićun Jovanić, Ivica Matković, Dražen Mužinić und Luka Peruzović), die mit Hajduk alle vier errungenen Meistertitel in diesem Zeitraum gewannen.
Nach zehnjähriger Tätigkeit bei Hajduk wurde Boljat zu Beginn der Saison 1979/80 zusammen mit Vilson Džoni von Günter Siebert zum FC Schalke 04 geholt, der neben den beiden Jugoslawen auch noch Torjäger Manfred Drexler und den erfahrenen Norbert Nigbur ins Schalker Team holte. Mario Boljat konnte sich jedoch nicht in der Bundesliga durchsetzen und verließ den Verein bereits nach einem halben Jahr und nur neun Spielen wieder.

## Erfolge
- Jugoslawischer Meister (4): 1970/71, 1973/74, 1974/75, 1978/79
- Jugoslawischer Pokalsieger (5): 1972, 1973, 1974, 1976, 1977

## Einzelnachweis
1. ↑  PREMINUO MARIO BOLJAT. In: hajduk.hr. 1. Januar 2024, abgerufen am 1. Januar 2024 (kroatisch).